# Alexander Vogt (Politiker, Dezember 1978)

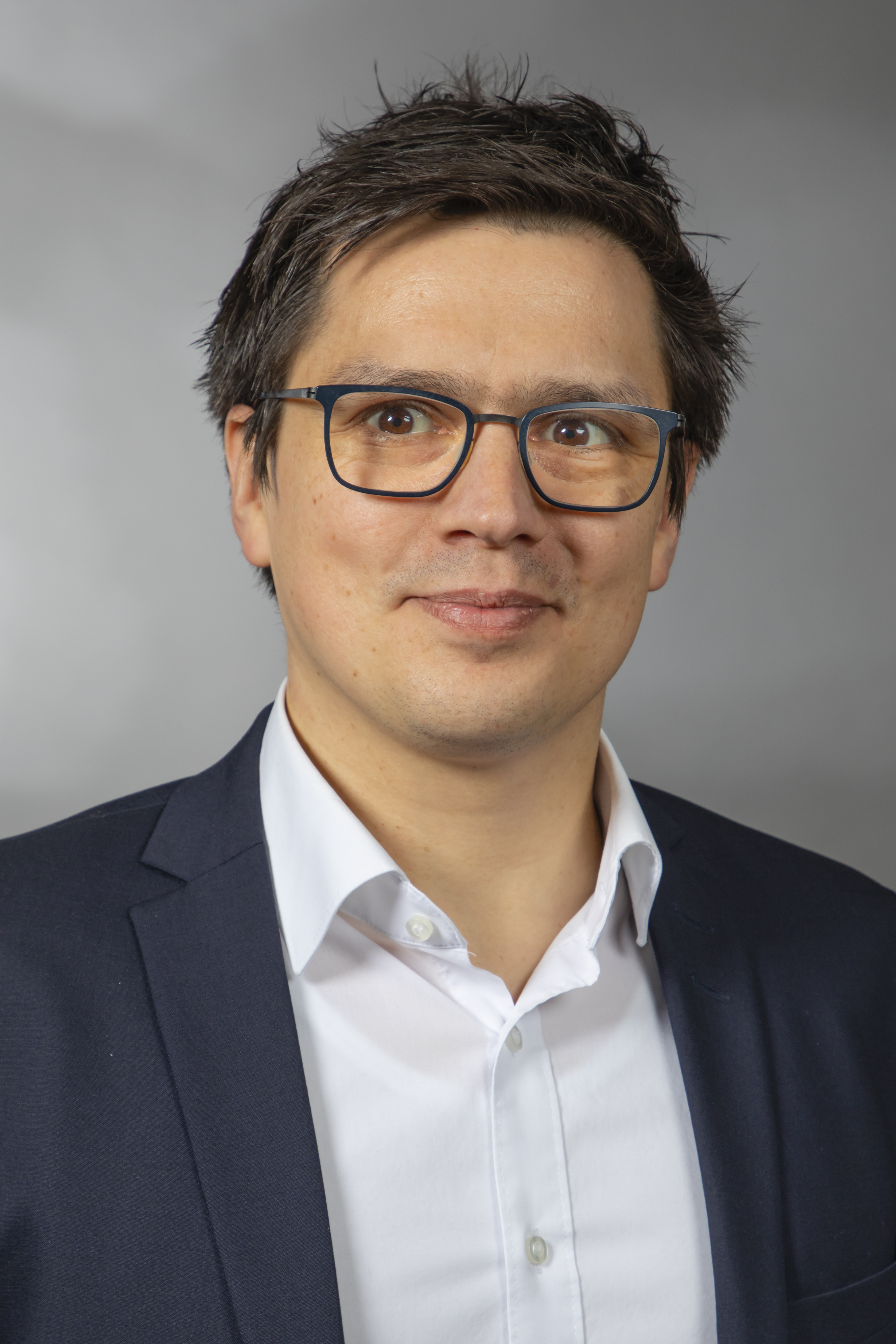
Alexander Vogt (2019)

Alexander Vogt (* 21. Dezember 1978 in Herne) ist ein deutscher Journalist und Politiker (SPD). Er ist seit 2010 Abgeordneter im Landtag von Nordrhein-Westfalen und seit 2022 stellvertretender Vorsitzender der SPD-Landtagsfraktion in NRW.

## Leben
Seine Schulbildung erfolgte in der Waldorfschule „Hibernia“ in Herne. Schulbegleitend mit der Ausbildung zum Elektroinstallateur und einer dreimonatigen Neuseelanderfahrung im sozialen Bereich schloss er 1999 seine Schullaufbahn mit dem Abitur ab. Er studierte nach dem Zivildienst von 2002 bis 2005 Journalistik an der Fachhochschule Gelsenkirchen mit Abschluss als Bachelor. 2006 gründete er in Herne eine Kommunikationsagentur, deren Leitung er nach seiner erfolgreichen Landtagskandidatur niederlegte.
Alexander Vogt ist seit 2008 verheiratet, hat zwei Kinder und lebt in Herne.

## Politik
Alexander Vogt gehört der SPD seit 1998 an und war von 1998 bis 2004 Juso-Vorsitzender im Unterbezirk Herne. Von 2004 bis 2010 gehörte er dem Rat der Stadt Herne an. Vogt wurde 2010, 2012, 2017 und 2022 als Direktkandidat im Wahlkreis 110 (Herne) in den Landtag von Nordrhein-Westfalen gewählt. Von 2012 bis 2022 war er Vorsitzender des SPD-Unterbezirks Herne. Seit 2022 ist er stellvertretender Vorsitzender des SPD-Unterbezirks Herne. Seit 2016 ist er im Landesvorstand der SPD Nordrhein-Westfalen.
Im Landtag NRW ist er seit 2022 stellvertretender Vorsitzender der SPD-Landtagsfraktion und verantwortet den Themenbereich "Transformation". Im Landtag von Nordrhein-Westfalen ist Alexander Vogt ein ordentliches Mitglied im Ausschuss für Wirtschaft, Industrie, Klimaschutz und Energie sowie im Ausschuss für Kultur und Medien. Zuvor war er von 2010 bis 2022 medienpolitischer Sprecher der SPD-Landtagsfraktion.
Alexander Vogt war Mitglied der Bundesversammlung zur Wahl des Bundespräsidenten in den Jahren 2010 und 2022. In beiden Jahren nahm er an der Wahl teil, bei der 2010 Christian Wulff und 2022 Frank-Walter Steinmeier gewählt wurden.
Bei den Koalitionsverhandlungen 2025 vertrat Alexander Vogt die SPD in der Arbeitsgruppe „Kultur und Medien“, in der Themen wie die Besteuerung von Presseprodukten, der Schutz von Medienschaffenden, der Umgang mit Online-Plattformen und eine Reform der Filmförderung verhandelt wurden.
Darüber hinaus ist Alexander Vogt Mitglied der Medienkommission des SPD-Parteivorstands in Berlin, Mitglied im Rundfunkrat des WDR, Mitglied im Aufsichtsrat der WDR mediagroup, Mitglied im Beirat der RAG Montan Immobilien und Mitglied der IG BCE.

## Veröffentlichungen
- Alexander Vogt: Crowdfunding – Geld, Beteiligungen und Wissen. In: Marc Jan Eumann, Frauke Gerlach, Tabea Rößner, Martin Stadelmaier (Hrsg.): Medien Netz und Öffentlichkeit – Impulse für die digitale Gesellschaft. Klartext-Verlag, Essen 2013, ISBN 978-3-8375-0931-1.
- Alexander Vogt, Marc Jan Eumann: Medien und Journalismus 2030: Perspektiven für NRW (= Bibliothek des Journalismus, Band 6). Klartext-Verlag, Essen 2017, ISBN 978-3-8375-1785-9.